# Gauche armée au Brésil
 (avril 2008).
Si vous disposez d'ouvrages ou d'articles de référence ou si vous connaissez des sites web de qualité traitant du thème abordé ici, merci de compléter l'article en donnant les références utiles à sa vérifiabilité et en les liant à la section « Notes et références ».
La gauche armée au Brésil, selon certaines opinions, commença pratiquement quand le socialisme révolutionnaire emprunta les méthodes empiriques du terrorisme politique des anarchistes espagnols, portugais et italiens qui avaient fondé, au début du XXe siècle, les premiers syndicats du pays.

## Révolution russe et anarchisme
La Révolution d'Octobre en Russie (1917) influença, comme ailleurs, la gauche brésilienne, et fit entrer les anarchistes brésiliens dans une période critique. Les gens de gauche du Brésil, à l'origine de formation anarchiste, suivaient l'expérience russe, qui, à leurs yeux était une nouvelle aube pour la révolution sociale. Des chefs anarchistes ont, alors, adhéré au communisme et se dédièrent à l'étude des œuvres de Karl Marx et de Lénine.
En avril 1922, eut lieu, à Rio de Janeiro, le Congrès communiste du Brésil. Le résultat de ce congrès fut l'unification des groupes communistes éparpillés dans le pays avec la fondation du Parti communiste du Brésil - Section brésilienne de l’Internationale communiste (Comintern), qui prônait la voie révolutionnaire pour le socialisme, c'est-à-dire la prise du pouvoir de forme violente. Ce projet parut plus concret après l'adhésion au Parti du chef connu « tenentiste » : le capitaine Luiz Carlos Prestes.
En 1935, avec l' «intentona comunista» (tentative de mutinerie par des militaires communistes), eut lieu la première tentative de la gauche révolutionnaire de prendre le pouvoir par la violence. Mal préparée et mal exécutée, la révolte n'a servi qu'à ébranler les institutions démocratiques fragiles et à préparer le chemin pour l'installation de l'État nouveau (Estado Novo) par Getúlio Vargas.

## La radicalisation politique dans les années 1960
Même après avoir été vaincus en 1935, les militants communistes continuaient à rêver du Grand Soir. Selon les communistes brésiliens, après la Révolution russe et la Révolution chinoise, le Brésil était destiné à être le théâtre de la troisième grande révolution socialiste du siècle.

### Francisco Julião et les Ligues paysannes
En janvier 1961, le Brésil étant alors dirigé par Jânio Quadros, le dirigeant des Ligues paysannes, Francisco Julião, visite la république populaire de Chine avec une délégation d'avocats brésiliens, entre lesquels Sinval Pereira, militant du PCB, et Aguiar Dias, ministre de l'ancienne Cour Fédérale d'Appel. Lors d'une réunion confidentielle, à Pékin, avec des dirigeants chinois, Julião se voit proposer l'entraînement des militants des Ligues Paysannes à l'Académie militaire de Pékin. Il revient alors au Brésil et commence les préparatifs pour former le groupe. Trois agents chinois vinrent au Brésil, spécialement désignés pour s'occuper des Ligues. Les plans, cependant, durent être suspendus à cause de la crise politique qui suivit la démission du président Jânio Quadros fin 1961. 
Les dirigeants des Ligues paysannes pensaient passer cinq ou dix ans à organiser les masses rurales en vue de la dite « alliance ouvriers-paysans » qui était considérée comme indispensable pour la future révolution socialiste au Brésil. En mars 1961, José Felipe Carneado Rodríguez, membre du Comité Central du Parti Communiste Cubain vint au Brésil avec pour mission d'inviter les chefs des paysans brésiliens à fêter le 1er mai à La Havane, et pour leur monter la révolution agraire faite par le gouvernement castriste. Il fut hébergé à Recife chez Clodomir Morais. La délégation finit par dépasser le nombre initialement prévu et compta 122 noms. En plus du Britannia, l'avion officiel de la présidence cubaine, il vint un DC-4 extra pour transporter les invités brésiliens de Fidel Castro.
Durant les fêtes du 1er mai 1961, à La Havane, Francisco Julião a eu sa deuxième entrevue avec Fidel Castro (la première avait été en mars 1960 quand Julião fit partie de la suite du candidat à la présidence Janio Quadros, en visite à Cuba). Ce fut durant cette commémoration que Fidel Castro déclara le caractère socialiste de la révolution cubaine et que l'on entendit pour la première fois L'Internationale entonnée officiellement pour un gouvernement du continent américain.
En juillet 1961, treize militants des Ligues Paysannes arrivèrent à Cuba pour y recevoir un entraînement militaire. Entre eux, Adalto Freire da Cruz, du Paraíba, membre du comité du PCB du Pernambouc, qui fut désigné comme commandant du groupe; Amaro Luiz de Carvalho, militant du PCB et élève du cours Staline; Adamastor Bonilha, militant du PCB, et Joaquim Mariano da Silva, également militant du PCB. 
Les treize militants furent hébergés à la caserne de Manágua, à 30 kilomètres au sud de La Havane. La plus grande partie avaient fait le service militaire obligatoire au Brésil et savaient bien manipuler les armes.
Après avoir établi un rapport officiel entre les Ligues Paysannes et la Révolution Cubaine, l'avocat Francisco Julião serait l'homme de l'Organisation des Masses (OM) et Clodomir de Morais, l'homme de l'Organisation Politique (OP). 
Le plan de la gauche brésilienne était que les Ligues Paysannes commenceraient la guérilla rurale dans le nord et le nord-est brésiliens au même moment de l'éclosion de mouvements révolutionnaires en Colombie et au Venezuela. 
On affirme que Che pensait s'établir en Amazonie pour unir ainsi les guérillas des trois pays latino-américains.
Aux environs de novembre 1961, on commença à exécuter un projet politico-militaire des Ligues paysannes. Francisco Julião parcourut le pays invitant les militants du PCB à adhérer à la lutte armée. Le chef de la révolte paysanne de Formoso (GO), José Porfírio de Souza, fut invité par Julião à être l'instructeur militaire de la guérilla.
Les actions de Julião, cependant, se terminèrent en scandale. Le 27 novembre 1962, un avion de la Varig heurta une montagne à proximité de Lima (Pérou). Parmi les victimes, il y avait le Président de la Banque nationale de Cuba, Raúl Cepero Bonilla. 
Dans sa mallette, on trouva un rapport que l'on attribua à Carlos Franklin Paixão de Araújo et Tarzan de Castro, militants des Ligues de Goiás, accusant Julião et Clodomir Morais de détournement des fonds reçus pour la guérilla. 
On a aussi dit que le rapport (qui n'a pas été divulgué) donnait des détails sur des retards dans la préparation, sur l'inexistence d'infrastructure pour l'entraînement à la guérilla, le caractère précaire et les déficiences sur les plans politiques et militaires. On décrivait également, en détail, les fêtes où étaient dépensées les ressources envoyés à la guérilla rurale. 
Le rapport trouvé sur Cepero fut transmis à la CIA et l'ambassadeur péruvien au Brésil, César Echecopar Herce, en remit une copie au gouverneur de l'État de Guanabara, Carlos Lacerda, qui commença une campagne virulente dans la presse contre l'interférence cubaine au Brésil.

### La division du Parti communiste du Brésil, le PC do B
Les accusations de Khrouchtchev contre le stalinisme, au XXe congrès du Parti communiste de l'Union soviétique ont provoqué une crise interne dans pratiquement tous les partis communistes du monde et ont aussi influencé le PCB qui depuis 1960 avait changé son nom de « Parti communiste du Brésil » en « Parti communiste brésilien ».
En février 1962, tous les membres encore liés au stalinisme furent expulsés du PCB : Diógenes de Arruda Câmara, João Amazonas de Souza Pedroso, Pedro Ventura Araújo Pomar, Maurício Grabois, Miguel Batista dos Santos, José Maria Cavalcanti, José Duarte, Angelo Arroyo e Orlando Piotto. Ils fondèrent le PC do B.

### La lutte armée contre le régime militaire de 1964
Avec le coup d'État militaire de 1964 et le durcissement progressif des militaires, il ne restait plus à la gauche que de commencer ses activités de guérilla armée urbaine et rurale en vue de renverser la dictature. Une campagne anti-insurrectionnelle fut mise en place dans le plus grand secret dans la région de Goias.
Dans la propre armée, quelques militaires persécutés organisèrent le Movimento nationalista revolucionar, le groupe qui, le premier, fit de l'opposition armée au nouveau régime.
En parallèle, les organisations de gauche comme le POLOP- Política Operária furent à l'origine de groupes chaque fois plus radicaux.
Parmi les groupes de gauche qui se consacrèrent à la lutte armée avec plus ou moins d'ampleur, nous avons:
- Ação Libertadora Nacional (ALN) : Action de libération nationale
- Comando de Libertação Nacional (Colina) : Commandement de libération nationale
- MCR - Movimento Comunista Revolucionar (MCR) : Mouvement communiste révolutionnaire
- Movimento pela Emancipação do Proletariado - MEP  : Mouvement pour l'émancipation du prolétariat
- Mouvement de libertação national - Molipo  : Mouvement de libération nationale
- Movimento Revolucionário 8 de Outubro (MR-8) : Mouvement révolutionnaire 8 octobre
- Partido communista brasileiro revolutionar - PCBR: Parti communiste brésilien révolutionnaire
- Partido Operário Comunista - POC  : Parti ouvrier communiste
- Vanguarda Popular Revolucionária (VPR) : Avant-garde populaire révolutionnaire
- Vanguarda Armada Revolucionária Palmares (VAR Palmares) : Avant-garde armée révolutionnaire Palmares